# Llorenç Puig i Mayolas
Llorenç Puig i Mayolas (Terrassa, Vallès Occidental, 15 de setembre del 1940) és un professor i escriptor català. És llicenciat en Ciències Químiques per la Universitat de Barcelona. Al llarg de la seva vida, s'ha dedicat professionalment a l'ensenyament de les ciències. L'any 1962, juntament amb tres amics, va fundar l'Escola Tecnos de Terrassa, institució on va exercir la docència fins a la jubilació. A partir de 1997, va ser professor de l'Escola d'Enginyers de Terrassa. En l'actualitat, col·labora periòdicament al Diari de Terrassa, amb articles d'opinió i imparteix cursos d'Història de la Ciència a la Universitat de la Gent Gran de la Universitat Politècnica de Catalunya.
De ben jove ja s'inicià en el món de la literatura a través de la lectura. Els seus interessos en aquest sentit abastaven diversos gèneres (divulgació científica, filosofia, assaig, poesia) i varietat d'autors: els de la generació del 98 (Azorín), Ortega y Gasset, Antonio Machado, Saint-Exupéry, Albert Camus, Bertrand Russell, Goethe, Friedrich Wilhelm Nietzsche, etc. D'altra banda, fascinat per la prosa de Josep Pla, va llegir de jove tot el que l'escriptor empordanès anava publicant a l'Editorial Selecta (Les hores, Els anys, Els moments, Els pagesos, Girona, etc.) i els seus articles a la revista Destino. Los obres d'aquest autor el posen en contacte amb la literatura catalana. Estudia català per correspondència (Pere Elies i Busqueta fou el seu corrector i l'animà a escriure) i també a la Universitat de Barcelona, en un curs presencial impartit pel professor Antoni Comas i Pujol. Així, conegué l'obra d'Espriu, Sagarra, Carner, Mercè Rodoreda i Gurguí, Carles Riba i Bracons, Pere Calders, Sarsanedes, Jesús Moncada i Estruga, Vinyoli, Martí i Pol, etc. Posteriorment, llegí tot tipus d'autors (Montaigne, Cortázar, Jorge Luis Borges, etc.) També s'interessa per la literatura científica, especialment temes com la història i la divulgació de la ciència.
Encuriosit per molts aspectes diversos de la vida, els seus interessos intel·lectuals són diversificats. Per això ha escrit una mica de tot: narrativa per adults, literatura infantil, periodisme literari, obres de tema científic i llibres de text i de divulgació de la ciència.
En el camp de la literatura infantil ha escrit llibres de contes on, amb l'objectiu que la mainada es diverteixi llegint, l'humor sempre és present. Pel que fa a literatura per a adults, els temes tractats són variats i universals: la solitud, l'erotisme, el pas del temps, l'anhel d'estimar i ser estimat, la consciència de la nostra desaparició, etc. En els articles publicats a la premsa procura donar la seva particular visió de la societat en l'època que li ha tocar de viure. D'altra banda, la seva obra de tema científic (tota ella feta en col·laboració) consisteix en llibres de text per a secundària i de química general per a la Universitat. El seu estil destaca per la recerca de la claredat i del llenguatge precís per una banda, i per l'ús d'un lèxic ric, bo i defugint els excessos, per l'altra.

## Obres
Obra esparsa
Contes: “La carta” (Premi Ciutat de Terrassa 1981); “Arxiveu el cas, inspector Jusmet” (narració finalista del Premi Ferran Canyameres), publicat l'any 1996; “L'estratègia trenta-cinc”(narració finalista del Premi Vent del Port 2005).
Poesia“Vana aparença de les coses” (Poema finalista dels Jocs Florals de Barcelona, 1992)
Contes
- Passeig de nit (Contes d'enyor i d'oblit) (Premi Salvador Espriu 1988)
- Jocs de llit (2010)

Llibres de contes infantils
- Si una nit un estel... (finalista del Premi Lola Anglada), publicat l'any 1992 i traduït al castellà amb el títol El moscardón inglés
- Quina xamba, les bessones! (1998).
- Set contes de l'any de la picor (Premi Lola Anglada 2004), publicat l'any 2006
- Contes d'estrelles (2008) (escrit en col·laboració), traduït a l'anglès, gallec i àrab
- Astrónomos olvidados (2009) (escrit en col·laboració)

Novel·la
- El robí robat (2006), de tema científic (escrita en col·laboració)

Assaig
- L'instant i la mirada. Papers Terrassencs, recull d'articles, (Premi Jaume Ardèvol de periodisme 1997), publicat l'any 2004

Obres científiquesQuímica general. Questions i problemes, publicat l'any 1993; Química per a l'Enginyeria (fet en col·laboració), publicat l'any 2008